# 薩頓手語譜寫
薩頓手語譜寫（英語： Sutton SignWriting）或簡寫手語譜寫（英語：SignWriting），是一种用來書寫手语的系统。不同於手語拼寫法（使用手、身體的動作、姿勢來拼寫口語的文字） ，手語譜寫則著重在於以書面符號來記錄手部、表情的動作。
手語譜寫，無論在字符的形狀（手、脸和身体的抽象图片），或在空間排列（不像書寫英語單字的字母的順序）方面，都具有高度特征性和视觉标志性。它是由瓦莱丽·萨顿(英語：Valerie Sutton) 于1974年开发出來的，她本是一名舞者，曾开发了舞谱。基於此書寫方式，後續則發展出了標準化形式，称为國際手語譜寫字母表（英語：International Sign Writing Alphabet，簡寫：ISWA）。

## 歷史
当薩頓在為丹麥皇家芭蕾舞團教授舞谱時，正在哥本哈根大学进行手语研究的拉尔斯·冯德利思（英語：Lars von der Lieth）认为使用类似的符号来记录手语会很有用。在舞譜的基礎上，薩頓發展出了手語譜寫，并最终将系统扩展为完整的動作譜寫。但是，只有手語譜寫和舞譜被广泛使用。
虽然薩頓手語譜寫不是第一个手语书写系统（见Stokoe 符号），但它是第一个可以充分表達面部表情和姿势变化，并且對於比复合词彙和短语更长、需使用一串符號來表述的語句，仍可容納。它是唯一经常使用的系统，例如在美国手语協會用於发布通讯，并已用于为YouTube视频添加字幕。  薩頓指出，手語譜寫已在約40 多个国家/地区使用。 但是，尚不清楚其在每个国家/地区的使用范围如何。

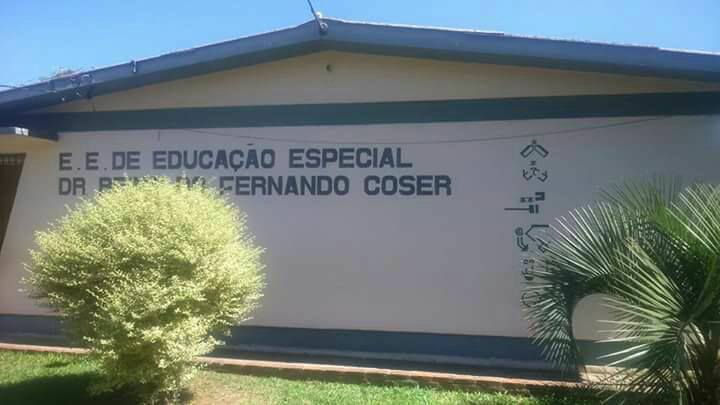
Escola Estadual de Educação Especial Dr. Reinaldo Fernando Cóser

2001 年，巴西的 FENEIS （全国聋人协会）年会上，该协会投票表決將薩頓手語譜寫作为将巴西手語转譯成书面形式的首选方法。该协会强烈建议巴西政府在所有聋人学校教授此譜寫方式。目前，圣卡塔琳娜联邦大学已將其納为巴西手语课程的一部分。此外，在最近出版的巴西手语词典 （EJ669813 - 巴西手语辭書學和技术：词典、数字百科全书、基于 Chereme 的符号检索和四肢瘫痪的聋人通信系统。摘自教育资源信息中心），也使用了此譜寫方式，其中包含了圣保罗聋人使用的 3,600 多个手語詞彙。该词典是由Fernando Capovilla教授指導，由圣保罗大学出版。。
一些初步研究認為，聋人社区更喜欢主要語言的视频或书写方式， 然而，这一说法遭到了西班牙史蒂夫和黛安娜帕克赫斯特的质疑，他们发现，最初會遇到反彈，後來則會重新产生兴趣，并最终會感到自豪。 「如果聋人学会讀寫他们自己的手语系统，会增加他们的自尊心」黛安·帕克赫斯特说。
截至2010年, 手語譜寫廣泛用於國際手語論壇，它已被 40 個國家接受，包含巴西、 衣索比亞、法國、德國、義大利、葡萄牙、沙烏地阿拉伯、斯洛維尼亞、突尼西亞和美國。
由手語譜寫發展出的國際手語譜寫字母表 (ISWA)，已被提议作为相当于国际音标的功用。 然而，一些研究人员认为，手語譜寫不是音位正写法，也没有从音韵形式到书面形式的一对一映射。  :163尽管这种说法存在争议，但建议各国在使用時，為各個語言做適度的调整。 有两篇博士论文在研究和促进了針對特定手语的使用手語譜寫。 Maria Galea 的博士論文則是關於 馬耳它手語的譜寫方式。 此外，克劳迪娅·萨维纳·比安奇尼 (Claudia Savina Bianchini) 的博士論文則是實作出針對義大利手語的手語譜寫。  

## 符号
在薩頓手語譜寫中，不同的標誌性符號代表手勢、方向、身體位置、臉部表情、觸碰和動作，並使用這些符號的組合來表示手語的單詞。由於手語譜寫是一種特徵文字，代表的是符號的實際物理形式而非它們的含義，因此不需要使用音系學或語義分析來處理。學習該系統的人可以「感覺」出一個不熟悉的符號，就像說英語之人可以「發出」一個用拉丁字母寫成的陌生單詞而不需要知道這個符號是什麼意思。
符号的数量很多，并且通常有多種方式來书写单一詞彙。正如英语拼写标准化需要几个世纪一样，手語譜寫拼写尚未针对任何手语进行标准化。
書寫的方向，可以根據書寫者的角度或观看者的角度。然而，几乎所有出版物都使用签名者的向度，并假设右手為主導方向。 薩頓的設計，最初是如英文一般，将文本设计为水平书写（从左到右），並且是基於觀察者的角度。但后来為符合聾人作家的意願，改为垂直（从上到下）和从書寫者的角度。

### 方向
手掌的方向是通过填充手形的字形来表示。空心轮廓（白色）字形表示一个人面向手掌，一个实心（黑色）字形表示一个人面向手背，分割阴影表示一个人从侧面看手。虽然实际上手腕可能会转向中间位置，但薩頓手語譜寫中仅表示手掌、背部和两侧四个方向，因为它们足以表示手语。
如果使用完整的字形，则将手放在签名者面前的垂直（墙壁或面部）平面中，就像手指拼写时发生的那样。通过指关节在字形上擦除的条带表明手位于水平面，与地板平行。 （如果使用基本的手形字形之一，例如简单的正方形或圆形，则此带会将其一分为二；但是，如果有从底部伸出的手指线条，则它们会与底部分离，但是基地本身保持完好。 )
左图显示了六个方向的 BA 手（平手）。对于左侧的三个垂直方向，手放在签名者的前面，手指向上。所有三个字形都可以旋转，就像时钟的指针一样，以显示指向某个角度、侧面或向下的手指。对于图右侧的三个水平方向，手向外，手指远离签名者，大概指向观看者。它们也可以旋转以显示手指指向一侧或指向签名者。尽管可以通过这种方式表示无限数量的方向，但实际上每个平面只使用八个方向——也就是说，只能找到 45° 的倍数。

### 手形

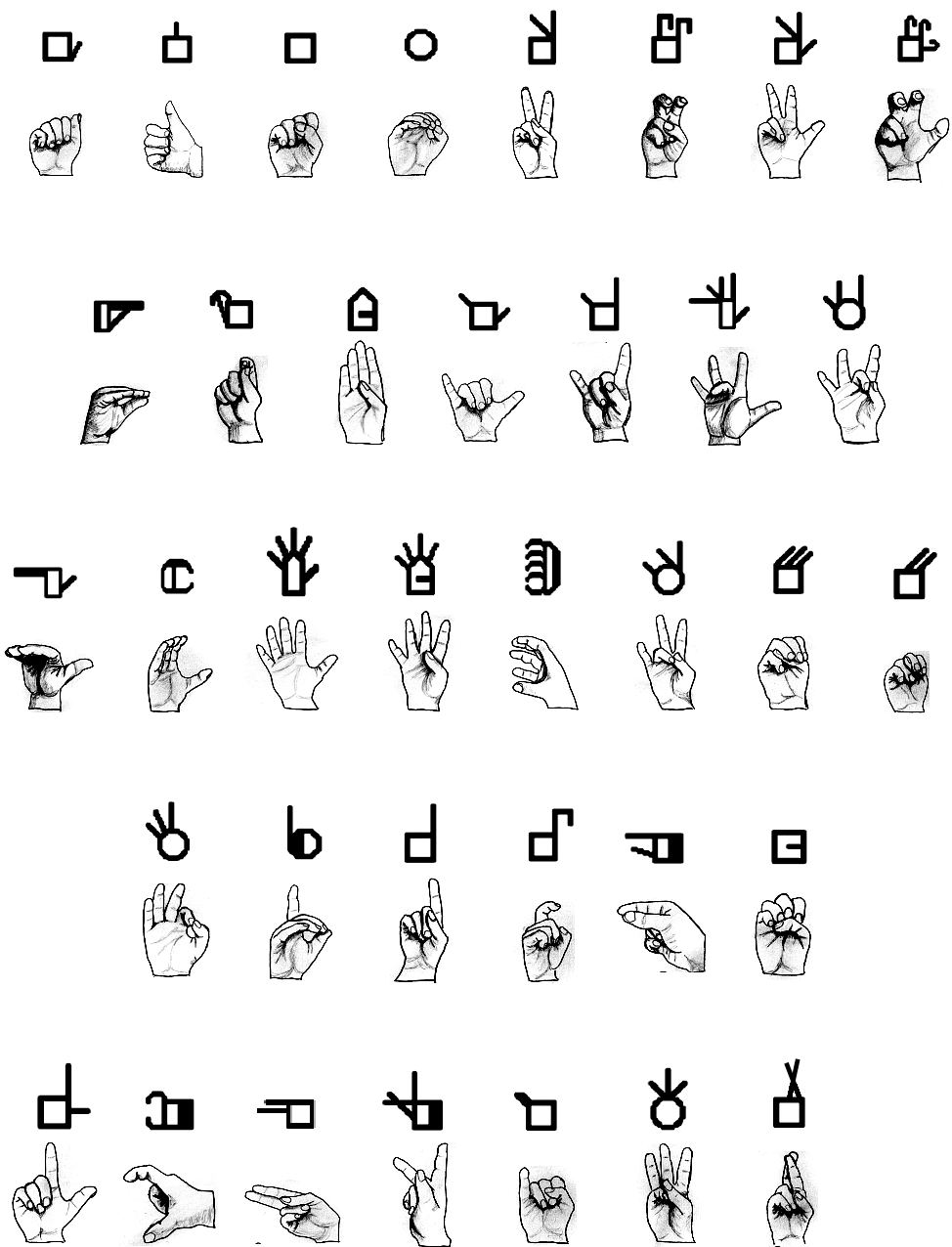
手語譜寫中的手形及對應字符

總期有一百多種字形來表達手形，但美式手語中使用的所有字形都基于五个基本元素：
- 正方形代表一个闭合的拳头，弯曲手指的指关节弯曲 90°，使手指接触手掌，拇指放在手指上。朴实无华，这个方块代表了手指拼写的 S 手。修改如下，表示四个手指中至少有一个手指接触手掌。
- 圆圈代表“张开的拳头”，即拇指和手指弯曲以接触其尖端的手。朴实无华，这是手指拼写的 O 手。修改后，表示至少有一个手指以这种方式触摸拇指。
- 五边形（矩形顶上的三角形），如上面“方向”部分使用的插图所示，代表一只扁平的手，所有手指都伸直并相互接触。这类似于拼写的 B 手，尽管拇指没有越过手掌。
- “C”形代表拇指和手指弯曲但不足以触摸的手。这用于手指拼写的 C 手，可以修改以显示手指分开。
- 有角度的形状，如胖 L，表示四个手指是平的（笔直且接触），但与手掌平面成 90° 弯曲。它不会以简单的形状出现，但必须包括拇指在哪里的指示，无论是在侧面还是触摸指尖。

正方形或五边形中间的一条线表示拇指在手掌上。这些是 E、B 和（张开手指）4 手拼法。

这些基本形状通过从它们的面和角伸出的线条进行修改，以表示未按上述方式定位的手指。直线代表笔直的手指（这些可能成一定角度表示它们与手掌不成直线；如果它们指向或背离签名者，则它们的尖端呈菱形）；弯曲（杯状）手指的曲线；钩状手指的钩状线；直角线，用于仅在一个关节处弯曲的手指；和交叉线，用于交叉手指，如右图所示。五边形和 C 仅被修改以显示手指是展开而不是接触；角度仅被修改以显示拇指是接触指尖还是向侧面伸出。虽然可以对其他几十个字形进行一些概括，这些字形基于圆形和方形，但细节有些特殊，每个字形都需要记住。
对于顶部标志，箭头显示两个“1”手在垂直圆圈中移动，尽管它们同时移动（领带），但左手（空心箭头）开始远离身体（细线）上升而右手（实心箭头）开始靠近身体（粗线）下降。
对于底部标志，右掌心向下的“X”手相对于静止的掌心向上的“B”手向下移动。这过于精确：ASL 标志将适用于任何向下的之字形运动，并且圆圈的方向和起点无关紧要。

### 手指移動
用於表示手指動作的符號只有幾個。並以重覆的兩個符號以表明移動是重复的。
实心子弹代表弯曲一个或多个手指的中间关节，空心子弹代表伸直弯曲的手指。也就是说，带有实心子弹的“D”手意味着它变成了“X”手，而带有空心子弹的“X”手意味着它变成了“D”手。如果手指已经弯曲，那么实心子弹表明它们在挤压。例如，带有双实心子弹的方形（闭合的拳头，“S”手）是“牛奶”（象征性地挤压乳房）的标志。
向下指向的 V 形表示在指关节处弯曲，而向上指向的 V 形 (^) 表示指关节伸直。也就是说，带有向下 V 形的“U”手变成了“N”手，而带有向上 V 形的“N”手变成了“U”手。
像两个 V 形 (^^) 连接在一起的锯齿形意味着手指重复且同步地弯曲。双线之字形意味着手指不同步地扭动或颤动。

### 手部动作
總共有多達數百個不同種類的箭头用来指示手部動作。動作符號非常複雜，而且它比實際上的手语都更精确，所以不同的人可能会选择不同的方式书写相同的單詞。
Δ形箭头是空心的（白色）來代表左手動作；以实心的（黑色）來代表右手動作。当双手合一时，使用一个开放的（Λ形）箭头。
同方向一样，移动箭头区分两个平面：垂直平面（向上和向下）中的移动由双杆箭头表示，如左图底部，而单杆箭头表示平行于地板的移动（来回）。此外，对角平面中的移动使用修改后的双杆箭头：杆上的横杆表示向上或向下移动远离，实心点表示接近移动。经过或在某物上方或下方的来回运动，則使用修改后的单莖箭头，箭头的部分代表近处运动比其余部分粗。这些雖是标志性的，但是是約定成俗的，因此需要单独学习。
直线运动是在任一平面的八个方向中的一个方向上进行的，就像指南针的八个主要方向一样。长直箭头表示肘部的运动，后面带横杆的短箭头表示手腕的运动，简单的短箭头表示小幅度的运动。 （在相反的方向上加倍，这些可以显示出手腕的点头。 ) 与主箭头交叉的辅助弯曲箭头显示手臂在移动时会扭曲。 （加倍，在相反的方向，这些可以显示手的颤抖。 ) 箭头可以转动、弯曲、曲折和循环。

### 肩部、头部和眼球動作
眼睛上的箭头表示注视的方向。

### 觸碰

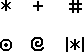
接触符号。从左到右：触摸、抓握、敲击、刷、摩擦、进入

六个觸碰字形可用來表示手接触的位置。也就是说，位于脸部侧面的手形字形与接触字形一起表示手接触脸部的侧面。表示接触方式的字形有以下選項：
- 星号（* 或 *）用于简单地触摸该位置；
- 加号 (+) 用于把握位置（通常是另一只手）；
- 磅/井号 (#) 用于打击这个地方；
- 圆圈中一个圆点（⊙），用来沿着这个地方刷然后离开；
- 一个螺旋（꩜ 或可以近似为@），用于摩擦该地方而不是离开；如果没有附加箭头，则理解为圆圈；和
- 接触符号 (|∗|) 两侧的两个条形表示接触位置的元素之间发生接触；通常在手指之间，或在圆形手形内部。 （除基本星号之外的触点很少在条形之间使用。 )

### 位置
如果動作手位于另一只手，则其符号是上述手形之一。实际上，只会出现更简单的手形的一个子集。
附加符号用于表示除手以外的面部或身体部位的标志位置。圆圈表示头部。

### 表情
手說中廣乏使用臉部動作，包括眼睛、眉毛、鼻子运动、脸颊、嘴巴运动和呼吸变化，也有相關的符號，还可以表示头部動作和眼睛注视的方向。

### 身體動作
以水平線來表示肩膀。可以添加小箭头以表示肩膀和軀體動作。如有需要，可以添加手臂甚至腿。

### 韻律
也有用來表示動作速度的符号，包含无论是同時的，或交替的動作，以及標點符號。

### 標點符號
也有用於對應於逗号、句号、问号和感叹号以及用於其他文字的標點符號的各种标点符号。这些符號写在符号之间，并且在譜寫符號和其后的标点符号之间不会断行。

## 符号排列

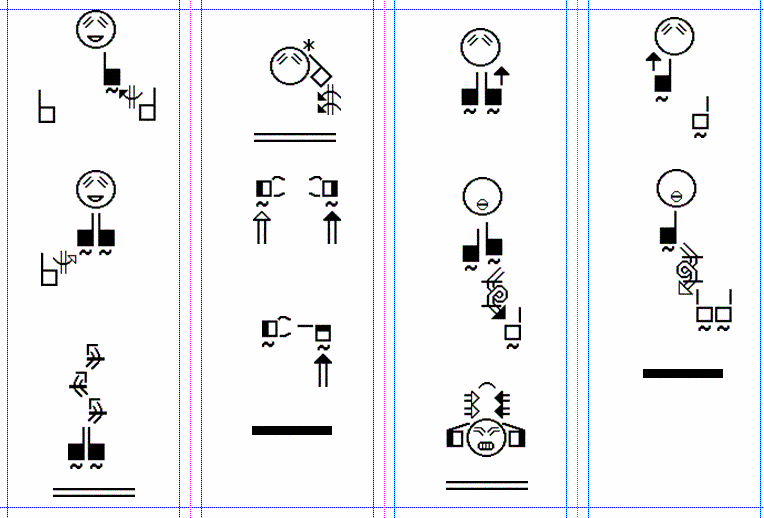
寫在欄位中的手語譜寫的例子，美式手語的 Jack 和 Jill的轉寫。

手語譜寫的特殊處在於它在一个不可见的“标志框”中使用二维布局。方框内符号的相对位置象征性地代表了所代表的符号所涉及的手和身体其他部位的位置。因此，每个符号框内的符号之间没有明显的线性关系，这与大多数口语脚本中每个单词内的字符序列不同。这也不同于在口语中线性排列符号的其他手语脚本。然而，由于在手语中，许多语音参数是同时表达的，这些其他脚本需要任意约定来指定手形、位置、运动等不同参数的顺序。尽管手語譜寫确实有关于如何在一个标志内相对于彼此排列符号的慣例，但与其他手语文本相比，二维布局导致更少的随意性和更多的象似性。 
跳脫出個別標誌，文本卻是线性的，以反映了標誌的时间顺序。目前标志最常以垂直方式書寫（尽管以前它们是水平写的），而欄在頁面中則從左到右排列。标志框在栏内从上到下排列，中间穿插标点符号。在一欄中，标志可以写在中间或在“车道”中向左或向右移动，以指示身体的左右移动。

## 字典中的排序
萨顿根据利手上手指的伸展情况将标志分为十组。这些相当于美式手語中的数字 1 到 10。然后根据实际手的形状细分每组，然后根据手所在的平面再次细分（垂直，然后是水平），然后再次根据手的基本方向（手掌，侧面，背面）。有订购系统（美国手语和巴西手语 (LIBRAS) ）嘗試使用这个方式。 当前的薩頓手語譜寫的排序系统称为 Sign Symbol Sequence，由每个符号的创建者解析并记录到在线词典中。该系统允许按特征进行内部排序，包括手形、方向、速度、位置和其他在口语词典中找不到的集群特征。

## 優缺點
与其他手语书写系统相比，薩頓手語譜寫的优点是：
- 因为具有拟象性，它易于学习阅读，特别是文字排布基于二维而不是一维。
- 它具有可以表示面部表情以及其他的非手势动作。
- 它已适用于许多不同的手语。

但是，它也有一些缺点。
- 符号过多，细节繁杂，这对学习如何书写构成了挑战。这也意味着书面形式在很大程度基于情境和个人创造，难以统一；对于同一种手势，不同的人可能会有不同的文本书写方式，二同一个人也可能在转写手势时采用多种不同的表达。
- 对于每个手势，薩頓手語依赖二维空间布局，虽然它比线性布局更具拟象性，但也更佔成本。目前，薩頓手語譜寫需要特殊的软件； 薩頓手語譜寫不能用作普通文字处理器或其他应用软件中的普通文本。作为一种变通方法，薩頓手語譜寫网站上提供了软件（SignMaker 和 Rand 键盘），该软件允许使用特殊薩頓手語譜寫软件组装的标志作为图形图像轻松复制到文字处理或桌面出版软件中。

SignPuddle 是符号的纯文本 (ASCII) 字符串表示形式。它可以作为纯文本存储在任何地方，并可以用特殊程序（例如 SignWriting Icon Server）替换为标志。 已有人提出了RFC，后来演变成一个更严格的草案标准，称为“正式签名”（FSW）。它还可以使用統一碼字符代替 ASCII 转义符。 还有一种实验性的TrueType 字体，它使用 SIL Graphite 技术自动将这些序列转换为标志。 

## 統一碼
薩頓手語譜寫是Unicode 标准中第一個包含的手语书写系统。 2015年6月发布的 Unicode 8.0 版的 Sutton SignWriting（Unicode 块）中添加了 672 个字符。这些字符是基于手語譜寫的標準化符號集和定义的字符编码模型。  
Unicode 标准只涵盖符号集，但它不解决布局，即符号在二维空間中的定位。而相關软件使用笛卡尔 (XY) 坐标來记录每个符号的位置。 由于統一碼著重于在一维纯文本中，前後中有意义的符号，因此統一碼提案中没有包括二维擺放方式中所需的数字字符。 

薩頓手語譜寫的 Unicode 區段是 U+1D800 – U+1DAAF：
| 薩頓書寫符號[1][2][3] Official Unicode Consortium code chart (PDF)                                                                                           |   |       |       |       |       |       |       |       |       |        |        |        |        |        |        |        |
| | 0 | 1     | 2     | 3     | 4     | 5     | 6     | 7     | 8     | 9      | A      | B      | C      | D      | E      | F      |
| U+1D80x | 𝠀 | 𝠁     | 𝠂     | 𝠃     | 𝠄     | 𝠅     | 𝠆     | 𝠇     | 𝠈     | 𝠉      | 𝠊      | 𝠋      | 𝠌      | 𝠍      | 𝠎      | 𝠏      |
| U+1D81x | 𝠐 | 𝠑     | 𝠒     | 𝠓     | 𝠔     | 𝠕     | 𝠖     | 𝠗     | 𝠘     | 𝠙      | 𝠚      | 𝠛      | 𝠜      | 𝠝      | 𝠞      | 𝠟      |
| U+1D82x | 𝠠 | 𝠡     | 𝠢     | 𝠣     | 𝠤     | 𝠥     | 𝠦     | 𝠧     | 𝠨     | 𝠩      | 𝠪      | 𝠫      | 𝠬      | 𝠭      | 𝠮      | 𝠯      |
| U+1D83x | 𝠰 | 𝠱     | 𝠲     | 𝠳     | 𝠴     | 𝠵     | 𝠶     | 𝠷     | 𝠸     | 𝠹      | 𝠺      | 𝠻      | 𝠼      | 𝠽      | 𝠾      | 𝠿      |
| U+1D84x | 𝡀 | 𝡁     | 𝡂     | 𝡃     | 𝡄     | 𝡅     | 𝡆     | 𝡇     | 𝡈     | 𝡉      | 𝡊      | 𝡋      | 𝡌      | 𝡍𝪛      | 𝡎      | 𝡏𝪛      |
| U+1D85x | 𝡐 | 𝡑𝪛     | 𝡒     | 𝡓     | 𝡔     | 𝡕     | 𝡖     | 𝡗     | 𝡘     | 𝡙      | 𝡚      | 𝡛      | 𝡜𝪛      | 𝡝      | 𝡞𝪛      | 𝡟      |
| U+1D86x | 𝡠 | 𝡡     | 𝡢     | 𝡣     | 𝡤     | 𝡥     | 𝡦     | 𝡧     | 𝡨     | 𝡩      | 𝡪      | 𝡫      | 𝡬      | 𝡭      | 𝡮      | 𝡯      |
| U+1D87x | 𝡰 | 𝡱     | 𝡲     | 𝡳     | 𝡴     | 𝡵     | 𝡶     | 𝡷     | 𝡸     | 𝡹      | 𝡺      | 𝡻      | 𝡼      | 𝡽      | 𝡾      | 𝡿      |
| U+1D88x | 𝢀 | 𝢁     | 𝢂     | 𝢃     | 𝢄     | 𝢅     | 𝢆     | 𝢇     | 𝢈     | 𝢉      | 𝢊      | 𝢋      | 𝢌      | 𝢍      | 𝢎      | 𝢏      |
| U+1D89x | 𝢐 | 𝢑     | 𝢒     | 𝢓     | 𝢔     | 𝢕     | 𝢖     | 𝢗     | 𝢘     | 𝢙      | 𝢚      | 𝢛      | 𝢜      | 𝢝      | 𝢞      | 𝢟      |
| U+1D8Ax | 𝢠 | 𝢡     | 𝢢     | 𝢣     | 𝢤     | 𝢥     | 𝢦     | 𝢧     | 𝢨     | 𝢩      | 𝢪      | 𝢫      | 𝢬      | 𝢭      | 𝢮      | 𝢯      |
| U+1D8Bx | 𝢰 | 𝢱     | 𝢲     | 𝢳     | 𝢴     | 𝢵     | 𝢶     | 𝢷     | 𝢸     | 𝢹      | 𝢺      | 𝢻      | 𝢼      | 𝢽      | 𝢾      | 𝢿      |
| U+1D8Cx | 𝣀 | 𝣁     | 𝣂     | 𝣃     | 𝣄     | 𝣅     | 𝣆     | 𝣇     | 𝣈     | 𝣉      | 𝣊      | 𝣋      | 𝣌      | 𝣍      | 𝣎      | 𝣏      |
| U+1D8Dx | 𝣐 | 𝣑     | 𝣒     | 𝣓     | 𝣔     | 𝣕     | 𝣖     | 𝣗     | 𝣘     | 𝣙      | 𝣚      | 𝣛      | 𝣜      | 𝣝      | 𝣞      | 𝣟      |
| U+1D8Ex | 𝣠 | 𝣡     | 𝣢     | 𝣣     | 𝣤     | 𝣥     | 𝣦     | 𝣧     | 𝣨     | 𝣩      | 𝣪      | 𝣫      | 𝣬      | 𝣭      | 𝣮      | 𝣯      |
| U+1D8Fx | 𝣰 | 𝣱     | 𝣲     | 𝣳     | 𝣴     | 𝣵     | 𝣶𝪛     | 𝣷     | 𝣸     | 𝣹      | 𝣺      | 𝣻      | 𝣼      | 𝣽      | 𝣾      | 𝣿      |
| U+1D90x | 𝤀 | 𝤁     | 𝤂     | 𝤃     | 𝤄𝪛     | 𝤅     | 𝤆     | 𝤇     | 𝤈     | 𝤉      | 𝤊      | 𝤋      | 𝤌      | 𝤍      | 𝤎      | 𝤏      |
| U+1D91x | 𝤐 | 𝤑     | 𝤒     | 𝤓     | 𝤔     | 𝤕     | 𝤖     | 𝤗     | 𝤘     | 𝤙      | 𝤚      | 𝤛      | 𝤜      | 𝤝      | 𝤞      | 𝤟      |
| U+1D92x | 𝤠 | 𝤡     | 𝤢     | 𝤣     | 𝤤     | 𝤥     | 𝤦     | 𝤧     | 𝤨     | 𝤩      | 𝤪      | 𝤫      | 𝤬      | 𝤭      | 𝤮      | 𝤯      |
| U+1D93x | 𝤰 | 𝤱     | 𝤲     | 𝤳     | 𝤴     | 𝤵     | 𝤶     | 𝤷     | 𝤸     | 𝤹      | 𝤺      | 𝤻      | 𝤼      | 𝤽      | 𝤾      | 𝤿      |
| U+1D94x | 𝥀 | 𝥁     | 𝥂     | 𝥃     | 𝥄     | 𝥅     | 𝥆     | 𝥇     | 𝥈     | 𝥉      | 𝥊      | 𝥋      | 𝥌      | 𝥍      | 𝥎      | 𝥏      |
| U+1D95x | 𝥐 | 𝥑     | 𝥒     | 𝥓     | 𝥔     | 𝥕     | 𝥖     | 𝥗     | 𝥘     | 𝥙      | 𝥚      | 𝥛      | 𝥜      | 𝥝      | 𝥞      | 𝥟      |
| U+1D96x | 𝥠 | 𝥡     | 𝥢     | 𝥣     | 𝥤     | 𝥥     | 𝥦     | 𝥧     | 𝥨     | 𝥩      | 𝥪      | 𝥫      | 𝥬      | 𝥭      | 𝥮      | 𝥯      |
| U+1D97x | 𝥰 | 𝥱     | 𝥲     | 𝥳     | 𝥴     | 𝥵     | 𝥶     | 𝥷     | 𝥸     | 𝥹      | 𝥺      | 𝥻      | 𝥼      | 𝥽      | 𝥾      | 𝥿      |
| U+1D98x | 𝦀 | 𝦁     | 𝦂     | 𝦃     | 𝦄     | 𝦅     | 𝦆     | 𝦇     | 𝦈     | 𝦉      | 𝦊      | 𝦋      | 𝦌      | 𝦍      | 𝦎      | 𝦏      |
| U+1D99x | 𝦐 | 𝦑     | 𝦒     | 𝦓     | 𝦔     | 𝦕     | 𝦖     | 𝦗     | 𝦘     | 𝦙      | 𝦚      | 𝦛      | 𝦜      | 𝦝      | 𝦞      | 𝦟      |
| U+1D9Ax | 𝦠 | 𝦡     | 𝦢     | 𝦣     | 𝦤     | 𝦥     | 𝦦     | 𝦧     | 𝦨     | 𝦩      | 𝦪      | 𝦫      | 𝦬      | 𝦭      | 𝦮      | 𝦯      |
| U+1D9Bx | 𝦰 | 𝦱     | 𝦲     | 𝦳     | 𝦴     | 𝦵     | 𝦶     | 𝦷     | 𝦸     | 𝦹      | 𝦺      | 𝦻      | 𝦼      | 𝦽      | 𝦾      | 𝦿      |
| U+1D9Cx | 𝧀 | 𝧁     | 𝧂     | 𝧃     | 𝧄     | 𝧅     | 𝧆     | 𝧇     | 𝧈     | 𝧉      | 𝧊      | 𝧋      | 𝧌      | 𝧍      | 𝧎      | 𝧏      |
| U+1D9Dx | 𝧐 | 𝧑     | 𝧒     | 𝧓     | 𝧔     | 𝧕     | 𝧖     | 𝧗     | 𝧘     | 𝧙      | 𝧚      | 𝧛      | 𝧜      | 𝧝      | 𝧞      | 𝧟      |
| U+1D9Ex | 𝧠 | 𝧡     | 𝧢     | 𝧣     | 𝧤     | 𝧥     | 𝧦     | 𝧧     | 𝧨     | 𝧩      | 𝧪      | 𝧫      | 𝧬      | 𝧭      | 𝧮      | 𝧯      |
| U+1D9Fx | 𝧰 | 𝧱     | 𝧲     | 𝧳     | 𝧴     | 𝧵     | 𝧶     | 𝧷     | 𝧸     | 𝧹      | 𝧺      | 𝧻      | 𝧼      | 𝧽      | 𝧾      | 𝧿      |
| U+1DA0x | 𝨀  | 𝨁      | 𝨂      | 𝨃      | 𝨄      | 𝨅      | 𝨆      | 𝨇      | 𝨈      | 𝨉       | 𝨊       | 𝨋       | 𝨌       | 𝨍       | 𝨎       | 𝨏       |
| U+1DA1x | 𝨐  | 𝨑      | 𝨒      | 𝨓      | 𝨔      | 𝨕      | 𝨖      | 𝨗      | 𝨘      | 𝨙       | 𝨚       | 𝨛       | 𝨜       | 𝨝       | 𝨞       | 𝨟       |
| U+1DA2x | 𝨠  | 𝨡      | 𝨢      | 𝨣      | 𝨤      | 𝨥      | 𝨦      | 𝨧      | 𝨨      | 𝨩       | 𝨪       | 𝨫       | 𝨬       | 𝨭       | 𝨮       | 𝨯       |
| U+1DA3x | 𝨰  | 𝨱      | 𝨲      | 𝨳      | 𝨴      | 𝨵      | 𝨶      | 𝨷     | 𝨸     | 𝨹      | 𝨺      | 𝨻       | 𝨼       | 𝨽       | 𝨾       | 𝨿       |
| U+1DA4x | 𝩀  | 𝩁      | 𝩂      | 𝩃      | 𝩄      | 𝩅      | 𝩆      | 𝩇      | 𝩈      | 𝩉       | 𝩊       | 𝩋       | 𝩌       | 𝩍       | 𝩎       | 𝩏       |
| U+1DA5x | 𝩐  | 𝩑      | 𝩒      | 𝩓      | 𝩔      | 𝩕      | 𝩖      | 𝩗      | 𝩘      | 𝩙       | 𝩚       | 𝩛       | 𝩜       | 𝩝       | 𝩞       | 𝩟       |
| U+1DA6x | 𝩠  | 𝩡      | 𝩢      | 𝩣      | 𝩤      | 𝩥      | 𝩦      | 𝩧      | 𝩨      | 𝩩       | 𝩪       | 𝩫       | 𝩬       | 𝩭      | 𝩮      | 𝩯      |
| U+1DA7x | 𝩰 | 𝩱     | 𝩲     | 𝩳     | 𝩴     | 𝩵      | 𝩶     | 𝩷     | 𝩸     | 𝩹      | 𝩺      | 𝩻      | 𝩼      | 𝩽      | 𝩾      | 𝩿      |
| U+1DA8x | 𝪀 | 𝪁     | 𝪂     | 𝪃     | 𝪄      | 𝪅     | 𝪆     | 𝪇     | 𝪈     | 𝪉      | 𝪊      | 𝪋      |        |        |        |        |
| U+1DA9x |   |       |       |       |       |       |       |       |       |        |        | SW F2  | SW F3  | SW F4  | SW F5  | SW F6  |
| U+1DAAx |   | SW R2 | SW R3 | SW R4 | SW R5 | SW R6 | SW R7 | SW R8 | SW R9 | SW R10 | SW R11 | SW R12 | SW R13 | SW R14 | SW R15 | SW R16 |
| Notes 1.^ 依據 Unicode 15.0 2.^ 灰色區域表示未分配的碼位 3.^ U+1D84D, U+1D84F, U+1D851, U+1D85C, U+1D85E, U+1D8F6, U+1D904 shown with modifier U+1DA9B SW-F2 |   |       |       |       |       |       |       |       |       |        |        |        |        |        |        |        |

目前的软件會将每個譜寫符號以 ASCII 或統一碼的字符串來記錄。旧的软件可能使用 XML 或自定义二进制格式来表示譜寫符號。正式的手語譜寫則使用 ASCII 字符来定义符号和其他简单结构内的二维布局。 可以用 17 个附加字符來完表達統一碼中的字符。 使用字符集（統一碼或 ASCII）可以將手語符號拼寫成單字，此單字可以用正则表达式有效處理。这些集合是同构的。

## 无障碍
薩頓已根据SIL 开放字体许可证发布了2010 年版國際手語譜寫字母表（ 英語：International SignWriting Alphabet 2010）  。 ISWA 2010 的符号可用作单独的 SVG 或 TrueType 字体。
- GitHub 上的 SignWriting 2010 字体项目 （页面存档备份，存于）

Google 发布了一种名为Noto Sans SignWriting （页面存档备份，存于）的开放式字型，该字型支持 Unicode 8 (uni8) 规范中的手語譜寫，可修改字符和面部变音符号。
签名在维基媒体孵化器上启用，其中包括 Yair Rand 的“在维基媒体和整个网络上使用的基于 Javascript 的签名键盘” （页面存档备份，存于） 。测试维基包括孵化器上的 ASL 维基百科和其他手语测试维基。
对于现代 Web 和应用程序开发，NPM 上提供了多个套件。
- @sutton-signwriting/core （页面存档备份，存于） - 一个用于节点和浏览器的 javascript 套件，支持对薩頓手語譜寫文本的一般处理
- @sutton-signwriting/unicode8 （页面存档备份，存于） - 用于处理 Unicode 8 (uni8) 字符中的手語譜寫的 javascript 包
- @sutton-signwriting/font-ttf （页面存档备份，存于） - 用于 Web 组件和浏览器的 javascript 包，可为单个符号和完整符号生成 SVG 和 PNG 图像
- @sutton-signwriting/font-db （页面存档备份，存于） - 一个用于节点的 javascript 包，它为单个符号和完整的符号生成 SVG 和 PNG 图像
- @sutton-signwriting/sgnw-components （页面存档备份，存于） - 与手語譜寫文本一起使用的Web组件的 javascript 套件

对于手语翻译，手語譜寫文本是视频和手语的自然语言处理之间的一个有用的抽象层。 将手语视频转换为 SignWriting 文本是一个具有开源选项的新兴领域。  手語譜寫是 Google 手语翻译工作的关键组成部分。 

## 另見
- 其他手语书写系统，包括，包括
  - ASL-phabet ，美式手語的最小脚本
  - 汉堡符号系统(HamNoSys)，由欧洲语言学家开发的手语音标系统
  - Si5s，一種美式手語的輸寫文字
  - Stokoe 符号，一种由手语语言学先驱设计的脚本，最初是为美式手語設計的，后来改编为其他手语

## 相关的文献
- 霍夫曼-迪洛威，埃里卡。 2017 年。感受自己（或他人）的脸：从表达的角度写标志。语言与交流。